# Patrice Lhotellier
Patrice Lhotellier (Romilly-sur-Seine, 8 agosto 1966) è un ex schermidore francese, specializzato nel fioretto. Ha vinto una medaglia d'oro nella scherma ai Giochi olimpici.